# Antarchaea umbrifera
Antarchaea umbrifera là một loài bướm đêm trong họ Noctuidae.